# Szigetvár
Szigetvár là một thành phố thuộc hạt Baranya, Hungary. Thành phố này có diện tích 39,51 km², dân số năm 2010 là 10910 người, mật độ 276 người/km².